# Adolf-Grimme-Preis 1995
Der 31. Adolf-Grimme-Preis wurde 1995 verliehen. Die Preisverleihung fand am 17. März 1995 im Theater Marl statt. Die Moderation übernahm dabei Herbert Feuerstein.
Im Rahmen der Veranstaltung wurden neben dem Adolf-Grimme-Preis noch weitere Preise, unter anderem auch der „Publikumspreis der Marler Gruppe“, vergeben.

## Preisträger

### Adolf-Grimme-Preis mit Gold

#### Fernsehspiel
- Bernd Böhlich (Regie), Leo P. Ard (Buch), Michael Illner (Buch), Otto Sander (Darsteller) und Ben Becker (Darsteller) (für die Sendung Polizeiruf 110: Totes Gleis, ARD / SFB / ORB)
- Axel Corti (Regie), Gernot Roll (Kamera und (Co-)Regie), Max von Sydow (Darsteller) und Tilman Günther (Darsteller) (für die Sendereihe Radetzkymarsch, ARD / ORF / BR)

### Adolf-Grimme-Preis

#### Fernsehspiel
- Markus Imboden (Buch und Regie), Rainer Klausmann (Kamera), Nicolette Krebitz (Darstellerin) und Henry Arnold (Darsteller) (für die Sendung Ausgerechnet Zoé, ARD / NDR / DRS)
- Johannes Hebendanz (Buch, Regie und Schnitt) und Elke Müller (Redaktion) (für den Film Asphaltflimmern, ZDF)

#### Unterhaltung
- Sascha Arango (für das Buch zu Der letzte Kosmonaut, ZDF / Arte)

#### Information
- Michael Krull (Buch und Regie) und Gunter Schoß (Sprecher) (für die Sendung Drei Stunden Güstrow, NDR)
- Wilfried Huismann (für Buch und Regie zu ARD-exclusiv: Das Totenschiff, ARD / WDR)
- Harun Farocki (für Buch und Regie zu Der Dokumentarfilm: Die Umschulung, ARD / SWF)
- Hartmut Schoen (für Buch und Regie zu 37°: Jenseits der Schattengrenze – Ein Vietnam-Soldat kann nicht vergessen, ZDF)

#### Serien & Mehrteiler
- Annemarie Schoenle (Buch), Thomas Wittenburg (Buch), Brigitte Wittenburg (Buch), Detlef Rönfeldt (Regie) und Jennifer Nitsch (Darstellerin) (für die Sendereihe Nur eine kleine Affäre, ZDF)
- Wolfgang Drescher (Regie) und Geri Nasarski (Redaktion) (für die Sendereihe Chronik der Wende, ORB)

#### Spezial
- Wigald Boning und Olli Dittrich (für Idee, Konzept und Realisation von RTL Samstag Nacht: Zwei Stühle – eine Meinung, RTL)

#### Kultur
- Andreas Rogenhagen (für Idee und Konzeption von The Final Kick, Arte / ZDF)
- Hans-Dieter Grabe (Buch und Regie), Horst Bendel (Kamera) und Walter Renneisen (Sprecher) (für die Sendung Er nannte sich Hohenstein – Aus dem Tagebuch eines deutschen Amtskommissars im besetzten Polen, ZDF)

### Adolf-Grimme-Preis mit Bronze

#### Serien & Mehrteiler
- Ulrich Plenzdorf (für das Buch zu Liebling Kreuzberg, SFB / WDR / NDR / u. a.)

### Besondere Ehrung
- Sabine Christiansen (für ihre Präsentation der Tagesthemen)

### Sonderpreis des Kultusministers von Nordrhein-Westfalen
- Birger Sellin (Texte) und Felix Kuballa (Regie) (für die Sendung Wie ein wuchernder Erdklumpen auf der Seele – Mitteilungen eines stummen Autisten, ARD / WDR)

### Publikumspreis der Marler Gruppe
- Kinderspiele, ZDF